# Молін (Ааргау)
Молін (нім. Möhlin) — місто  в Швейцарії в кантоні Ааргау, округ Райнфельден.

## Географія
Місто розташоване на відстані близько 75 км на північний схід від Берна, 24 км на північний захід від Аарау.
Молін має площу 18,8 км², з яких на 18,3% дозволяється будівництво (житлове та будівництво доріг), 41,9% використовуються в сільськогосподарських цілях, 36,5% зайнято лісами, 3,2% не є продуктивними (річки, льодовики або гори).

## Демографія
2019 року в місті мешкало 11 047 осіб (+10,2% порівняно з 2010 роком), іноземців було 24,9%. Густота населення становила 588 осіб/км².
За віковим діапазоном населення розподілялося таким чином: 21,1% — особи молодші 20 років, 61,7% — особи у віці 20—64 років, 17,3% — особи у віці 65 років та старші. Було 4642 помешкань (у середньому 2,4 особи в помешканні).
Із загальної кількості 4243 працюючих 125 було зайнятих в первинному секторі, 1068 — в обробній промисловості, 3050 — в галузі послуг.